# الصادق رابح
الصادق رابح ولد في 9 يوليو 1948 في المطوية، هو سياسي تونسي.

تقلد عدة مناصب حكومية بين 1988 و2004 في رئاسة زين العابدين بن علي.

## السيرة الذاتية

### الدراسات
الصادق رابح متحصل على شهادة مهندس من المدرسة المتعددة التكنولوجية وعلى شهادة مهندس إحصائي اقتصادي في 1973 من المدرسة الوطنية للإحصاء والإدارة الاقتصادية الواقعتين كلتيهما في باريس.

### المسار المهني والحكومي
كان الصادق رابح قد أدار الشركة التونسية للكهرباء والغاز والمؤسسة التونسية للأنشطة البترولية. 

بعد أشهر من وصول زين العابدين بن علي للحكم، بدأ الصادق رابح مساره الحكومي الطويل في 1988 والذي لن ينقطع حتى سنة 2004.
أول منصب تقلده كان وزير الطاقة والمناجم في 27 يوليو 1988 في حكومة الهادي البكوش، وبقي فيها حتى 11 أبريل 1989 أين عين وزيرا للمواصلات في نفس الحكومة ثم في حكومة حامد القروي، وغادر الوزارة في 20 فبراير 1991، أين انتقل ليصبح وزير للاقتصاد الوطني (حاليا وزارتي الصناعة والتجارة) وذلك حتى 25 يناير 1995، أين أصبح وزيرا للشؤون الاجتماعية حتى 13 يونيو 1996، فانتقل مرة جديدة في نفس الحكومة ليتولى حقيبة وزارة النقل التي بقي يتولاها حتى 9 أكتوبر 1997، تاريخ تعيينه وزير الفلاحة في حكومة القروي، ثم واصلها في حكومة محمد الغنوشي الأولى، وبقي على رأس الوزارة حتى 5 سبتمبر 2002، أين تولى آخر مناصبه وهو وزير النقل وتكنولوجيا الاتصال. غادر هذه الوزارة في 10 نوفمبر 2004.

إثر خروجه من الحكومة، أسس الصادق رابح في 2005 شركته الاستشارية المتخصصة في دعم الطاقة والاستثمار الأجنبي.